# Відокремлення (роман)
«Відокремлення» (англ. The Separation) — альтернативно-історичний науково-фантастичний роман британського письменника Крістофера Пріста, опублікований 2002 року. Сюжет розгортається навколо досвіду однояйцевих братів-близнюків під час Другої світової війни, під час якої один стає пілотом RAF, а інший, відмовник за ідейними міркуваннями, стає водієм швидкої допомоги Червоного Хреста. Автор вносить навмисну плутанину, надаючи цим братам ідентичні ініціали — Дж. Л. Соєр — одного, відомого як Джек (пілот), а іншого як Джо (водія швидкої допомоги).
Представлено декілька історій — щонайменше дві, а за іншими трактуваннями — ще більше, з різними ролями та долями для різних персонажів. Роман рясніє сюжетами про невизначеність ідентичності не лише між братами-близнюками, а й про Вінстона Черчилля (який використовував схожі варіанти) і, що важливо, про Рудольфа Гесса, заступника Адольфа Гітлера, який прилетів до Великої Британії в 1941 році, стверджуючи, що отримав мирну пропозицію від Гітлера.
У романі також використовується улюблена техніка Пріста — ненадійного оповідача.

## Публікація
Вперше роман був опублікований у Сполученому Королівстві 2002 року в торгівельній обкладинці від Scribners (ISBN 0-7432-2033-1), а потім у твердій обкладинці Голланча (ISBN 0-575-07002-1) 2003 року. У Сполучених Штатах роман не публікувався до 2005 року, після чого був надрукований у твердій обкладинці видавництвом Old Earth Books (ISBN 1-882968-33-6). «Відокремлення» французькою мовою переклала Мішель Шар’є; також вийшов іспаномовний переклад.

### Перевидання
Британський журнал The Bookseller у травні 2003 року повідомляв, що «Відокремлення» «буде перевидано Оріоном після того, як автор викупить права у Simon & Schuster». У статті йдеться, що Пріст незадоволений рекламною та маркетинговою підтримкою, і наодяться його слоав: «Багато співробітників, з якими я працював, пішли. Новий редактор явно не симпатизував книзі, і не було явної внутрішньої підтримки цього». У статті також зазначалося, що в листопаді 2002 року керуючий директор Оріона Малкольм Едвардс звернувся до Пріста й запропонував Голланцу повторно опублікувати роман в твердій палітурці. «Голланц завжди асоціювався в мене з рідним домомо, тому я не можу сказати, наскільки я радий нарешті домогтися успіху після всих цих років», — сказав Пріст.

## Відгуки критиків
У статті для New Scientist про претендентів на Премію Артура Кларка 2003 року Меггі Макдональд високо оцінила роман як «сильну конкуренцію ... Близнюки — пілот РАФ та відмовник за ідейними міркуваннями — досягають вершин змін, воєнних перемог, миру не вдається або й навпаки. Історія Пріста захоплює, і це одна з тих рідкісних книг, які розкривають, що таке писання: манера й матерія, подвоєні та переплетені».
Елізабет Генд описала книгу як «вишуканий ... надзвичайно лякаючий роман, сила жаху якого випливає з його холодної, майже клінічної еволюції історичної реальності, з якою ми всі знайомі, лондонського бліца ... розповіді про подвійну ідентичність зради і мінливі реальності, оскільки дві версії історії близнюків — й Англії, і в світу — сплетені разом, як нитки ДНК, щоб сформувати жахливу оповідь. Пріст до цього мав потужний ефект у своєму романі «Престиж», відзначеному нагородами; але «Відокремлення» перевершує навіть цю історію. Його розділи запам'ятовуються, як сцени з фільму від Хічкока, неможливо відкинути; подібно до твору Хічкока, «Розлука» просить повторного прочитання, щоб повністю оцінити холодний блиск і виконання його складного сюжету. Майстерний роман, який заслуговує стати класикою».
Publishers Weekly назвало роман «тонкою, тривожною альтернативною історією Другої світової війни»: «Переконливі детальні щоденники, фрагменти опублікованих текстів, розсекречені стенограми ще більше бентежать історика, який намагається примирити різні реалії. Самі брати визнають невизначеність мотивів і вчинків; зокрема, Джо намагається повірити [в те], що він творить краще майбутнє, хоча й усвідомлює, скільки це особисто йому коштує. Багато романів альтернативної історії є безкровними екстраполяціями з гір даних, але цей спокійно формує персонажів, які вас захоплюють, — а потім залишає їхні дилеми невирішеними, коли вони намагаються повірити, в те, що вони вчинили, „правильно“».
Полін Морган, рецензуючи роман для SF Crowsnest.com, сказала: «Це славна книга для читання — недарма Крістофер Пріст включений до складу найкращих молодих романістів Великої Британії декілька років тому. «Відокремлення» робить те, що сьогодні роблять так мало книг, у якому б жанрі вони не написані; це спонукає читача до роздумів».

## Нагороди
«Відокремлення» отримав премію БНФА 2002 року та Премію Артура Кларка 2003 року. Роман став фіналістом премії Sidewise за кращу альтернативну історію у довгостроковій формі 2002 року та Меморіальної премії Джона В. Кемпбелла 2003 року. Французький переклад виграв Гран-прі Велика премія уяви 2006 року за найкращий перекладений роман.